# Valmanifest
Ett valmanifest, även valplattform eller valprogram, är en lista med ett antal punkter som ett politiskt parti vill försöka genomföra under nästkommande mandatperiod. Till varje punkt finns ofta också en argumenterade text, samt några bilder. Valmanifesten delas ut till presumtiva väljare innan val till någon politisk beslutande församling.